# Dzsibuti az 1996. évi nyári olimpiai játékokon
Dzsibuti az egyesült államokbeli Atlantában megrendezett 1996. évi nyári olimpiai játékok egyik részt vevő nemzete volt. Az országot az olimpián 2 sportágban 5 sportoló képviselte, akik érmet nem szereztek.

## Atlétika
Férfi
| Versenyző   | Versenyszám | Előfutam | Előfutam | Előfutam | Elődöntő | Elődöntő | Elődöntő | Döntő         | Döntő         |
| Versenyző   | Versenyszám | Idő      | Hely.    | Össz.    | Idő      | Hely.    | Össz.    | Idő           | Helyezés      |
| ----------- | ----------- | -------- | -------- | -------- | -------- | -------- | -------- | ------------- | ------------- |
| Ali Ibrahim | 1500 m      | 3:46,62  | 10.      | 46.      | kiesett  | kiesett  | kiesett  | kiesett       | kiesett       |
| Omar Moussa | Maraton     |          |          |          |          |          |          | nem ért célba | nem ért célba |
| Ahmed Salah | Maraton     |          |          |          |          |          |          | 2:20:33       | 42.           |

## Vitorlázás
Férfi
| Versenyző       | Versenyszám     | Futam | Futam | Futam | Futam | Futam | Futam | Futam | Futam | Futam | Pontszám | Helyezés |
| Versenyző       | Versenyszám     | 1     | 2     | 3     | 4     | 5     | 6     | 7     | 8     | 9     | Pontszám | Helyezés |
| --------------- | --------------- | ----- | ----- | ----- | ----- | ----- | ----- | ----- | ----- | ----- | -------- | -------- |
| Robleh Ali Adou | Szörfvitorlázás | 47    | 45    | 45    | 39    | 47    | 47    | 47    | 44    | 45    | 312,0    | 46.      |

Nyílt
| Versenyző       | Versenyszám | Futam | Futam | Futam | Futam | Futam | Futam | Futam | Futam | Futam | Futam | Futam | Pontszám | Helyezés |
| Versenyző       | Versenyszám | 1     | 2     | 3     | 4     | 5     | 6     | 7     | 8     | 9     | 10    | 11    | Pontszám | Helyezés |
| --------------- | ----------- | ----- | ----- | ----- | ----- | ----- | ----- | ----- | ----- | ----- | ----- | ----- | -------- | -------- |
| Mohamed Youssef | Laser       | 53    | 48    | 56    | 57    | 57    | 57    | 51    | 50    | 56    | 53    | 45    | 469,0    | 55.      |